# Ražanj (Rogoznica)
Ražanj je manje turističko naselje u općini Rogoznica u Šibensko-kninskoj županiji

## Opis
Tradicionalno Ražanj je bio manje ribarsko naselje, a početkom 70ih godina 20. stoljeća započinje gradnja vikendica i objekata turističke namjene, te tako postaje mjesto. Ražanj danas ima oko 180 stanovnika. Uz obalu izgrađen je velik broj obiteljskih kuća čija je glavna namjena uglavnom ljetna vikendica. Budući da je mjesto naglo izgrađeno bez urbanih planova, prometno je loše povezano, nema mjesnu jezgru te ne postoje osnovne ustanove koje se mogu naći tek u bližoj Rogoznici ili nešto daljem Primoštenu. Nedavno je uređena mjesna riva, s označenim pristaništima, ulazima u more i šetnicom. Ražanj svoju turističku popularnost može pripisati ugođaju relativno mirne sredine, uz brojne molove, plažu, okolne šetnice i očuvanu prirodu.

## Zemljopis
15 km udaljeno od Primoštena, 35 km od Šibenika.

## Stanovništvo
| broj stanovnika |       |       | 119   | 119   | 133   | 166   |       |       | 181   | 182   | 180   | 171   | 142   | 155   | 180   | 161   | 131   |
|                 | 1857. | 1869. | 1880. | 1890. | 1900. | 1910. | 1921. | 1931. | 1948. | 1953. | 1961. | 1971. | 1981. | 1991. | 2001. | 2011. | 2021. |